# Гіперід
Гіперід (389 — 322 до н. е.) — давньогрецький майстер красномовства, афінський політичний діяч, очільник патріотичної партії з 324 до 322 до н. е. Зараховується до канону 10 ораторів.

## Життєпис
Про молоді роки Гіперіда мало відомостей. Він був сином Главкіппа з дема Колліта. Гіперід був учнем Ісократа. Вже з 360 до н. е. активно бере участь у політичний діяльності, виступає з промовами проти зрадників та ворогів республіки, зловживань чиновників.
З початком протистояння грецьких міст з Філіппом II Македонським виникає патріотична партія, членом якої разом з Демосфеном стає Гіперід. Спочатку вони діяли разом, проте після справи Гарпала, скарбничого Александра Македонського стосунки Гіперіда з Демосфеном зіпсувалися. Після вигнання останнього з Афін за остракізмом у 324 до н. е. Гіперід очолив патріотичну партію.
Після смерті Александра Македонського створена коаліція з Афін, Етолії та Фессалії, яка мала на меті скинути політичний тягар Македонії. Їм протидіяв намісник царя — діадох Антипатр.
У 323 до н. е. почалася так звана Ламійська війна. Головні дії точилися у Фесалії. Вирішальна битва відбулася у 322 до н. е. при Кранноні. Тут союзники були розбиті, а Македонія знову затвердилася у Греції. Прихильники македонського царя в Афінах домоглися винесення смертного присуду Гіперіду та його прихильникам. Втім Гіперід втік до Егіни, але й там його схопили та стратили.

## Красномовство Гіперіда
Збереглося на папірусах лише 6 промов Гіперіда, здебільшого судових та політичних. Він мав надзвичайно різнобічний талант, з великою дотепністю й витонченістю вимальовував у своїх виступах побутові картини та висвітлював політичні питання.